# Naftali Tamir

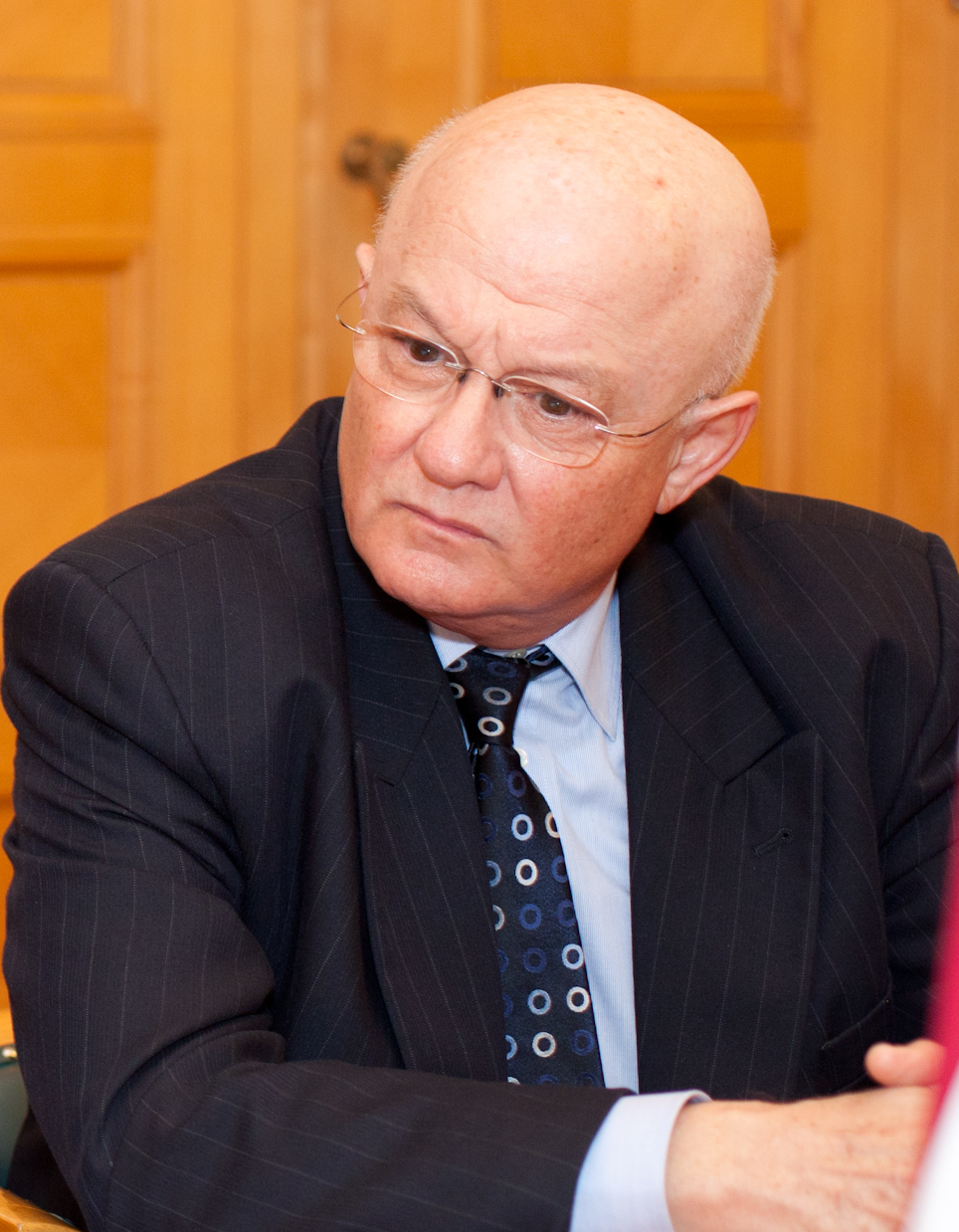
Naftali Tamir, 2011

Naftali Tamir (hebräisch נפתלי תמיר; * 11. Dezember 1944 in Ramat Gan) ist ein israelischer Diplomat.
Von 1964 bis 1966 leistete Tamir seinen Militärdienst in den israelischen Streitkräften. Im Anschluss studierte er von 1966 bis 1970 Politikwissenschaft und englische Literatur an der Bar-Ilan-Universität und erhielt dort einen Bachelor of Arts. Tamir setzte nun sein Studium an der Hebräischen Universität in Jerusalem fort. Er studierte von 1970 bis 1974 Internationale Beziehungen und Internationales Recht und erhielt Master of Social Science mit Auszeichnung (Summa Cum Laude).
Im Jahr 1970 begann Tamir für das israelische Außenministerium tätig zu werden. Während seiner weiteren Karriere war er unter anderem von 1977 bis 1980 Erster Sekretär an der israelischen Botschaft in Washington, D.C., von 1984 bis 1988 Botschaftsrat an der israelischen Botschaft in Tokio, sowie von 1994 bis 1999 stellvertretender Leiter der israelischen Vertretung bei der Europäischen Union in Brüssel. Im Jahr 1999 wurde er Geschäftsträger an der israelischen Botschaft in Helsinki. Im weiteren Verlauf des Jahres erfolgte dann seine Ernennung zum israelischen Botschafter in Finnland. Diesen Posten übte er bis 2000 aus. 2002 war Tamir Mitglied der israelischen Delegation bei der 57. Sitzung der Generalversammlung der Vereinten Nationen in New York City.
Im Jahr 2004 wurde er Botschafter in Australien mit gleichzeitiger Akkreditierung als nicht-residierender Botschafter in Neuseeland, Fidschi und Papua-Neuguinea. Im Oktober 2006 wurde Tamir wegen Bemerkungen über Asiaten abberufen und bis zur Ankunft eines neuen Botschafters in Australien durch die Geschäftsträgerin Irit Lillian vertreten.
2008 war Tamir Repräsentant Israels bei der Conference on Interaction and Confidence-Building Measures in Asia (CICA). Seit November 2010 ist er Geschäftsträger (ad interim) an der israelischen Botschaft in Lettland, wobei er ebenfalls in Litauen akkreditiert ist.
Tamir spricht neben hebräisch auch englisch und französisch. Er ist verheiratet und hat zwei Kinder.